# Смољановци
Смољановци су насељено место у општини Велика, у западној Славонији, Република Хрватска.

## Историја
Место је 1885. године било у саставу Пакрачког изборног среза, са својих 1131 православних душа.
До нове територијалне организације налазило се у саставу бивше велике општине Славонска Пожега.

## Становништво
Насеље је према попису становништва из 2011. године имало 3 становника.
| Националност       | 1991.       |
| Срби               | 25 (96,15%) |
| Хрвати             | 0           |
| Југословени        | 0           |
| остали и непознато | 1 (3,84%)   |
| Укупно             | 26          |